# 西弘嗣
西 弘嗣（にし ひろし、1958年 - ）は、日本の古生物学者、地質学者。東北大学名誉教授、福井県立大学恐竜学部長・教授、東北大学総合学術博物館協力研究員、日本学術会議会員。元日本古生物学会会長。

## 人物・経歴
熊本県生まれ。福岡県立福岡高等学校を経て、1987年に九州大学大学院理学研究科博士後期課程（地質学専攻）を修了し、理学博士の学位を取得。
1988年5月1日、山形大学理学部助手に採用。1993年5月1日、東北大学理学部助手に転任。1997年10月1日、九州大学大学院比較社会文化研究科助教授に転任。2004年2月16日、北海道大学大学院理学研究科助教授に転任。2006年4月1日、同大学大学院理学研究院自然史科学部門地球惑星システム科学分野助教授、2009年4月1日には同分野教授に昇任。
2010年4月、東北大学総合学術博物館教授に異動し、日本学術会議連携会員に任命された。2012年4月1日、東北大学学術資源研究公開センターセンター長に就任。2019年6月20日から2021年7月まで、日本古生物学会第34代会長を務めた。
2020年9月1日からは、東洋一前所長の後任として福井県立大学恐竜学研究所所長・教授を務め、東北大学名誉教授の称号を受け、東北大学総合学術博物館協力研究員も務めた。2020年10月より日本学術会議会員。2025年4月1日、新設された福井県立大学恐竜学部の学部長に就任。

## 受賞
- 2003年6月：日本古生物学会学術賞[6]

## 共編著
- 沢田健, 綿貫豊, 栃内新, 馬渡峻輔と共編著『地球と生命の歴史 (新・自然史科学 ; 1)』北海道大学出版会、2008年3月、ISBN 978-4832981836
- 沢田健, 綿貫豊, 栃内新, 馬渡峻輔と共編著『地球の変動と生物進化 (新・自然史科学 ; 2)』北海道大学出版会、2008年3月、ISBN 978-4-8329-8184-3